# Міське кладовище № 2 (Харків)
Міське́ кладови́ще № 2 (раніше Лютерано-католицьке кладовище)  — некрополь на території Харкова, який складається з двох частин, розділених Журавлівським узвозом. Традиційно служить для поховання найбільш заслужених харків'ян. Південна частина старіша, є нині найдавнішим серед наявних кладовищ Харкова.
Побутують та зустрічаються в документах і літературі також назви: Харківське міське кладовище № 2, 2-ге міське кладовище (Харків), Харківський цвинтар № 2, 2-й міський цвинтар.

## Історія некрополя

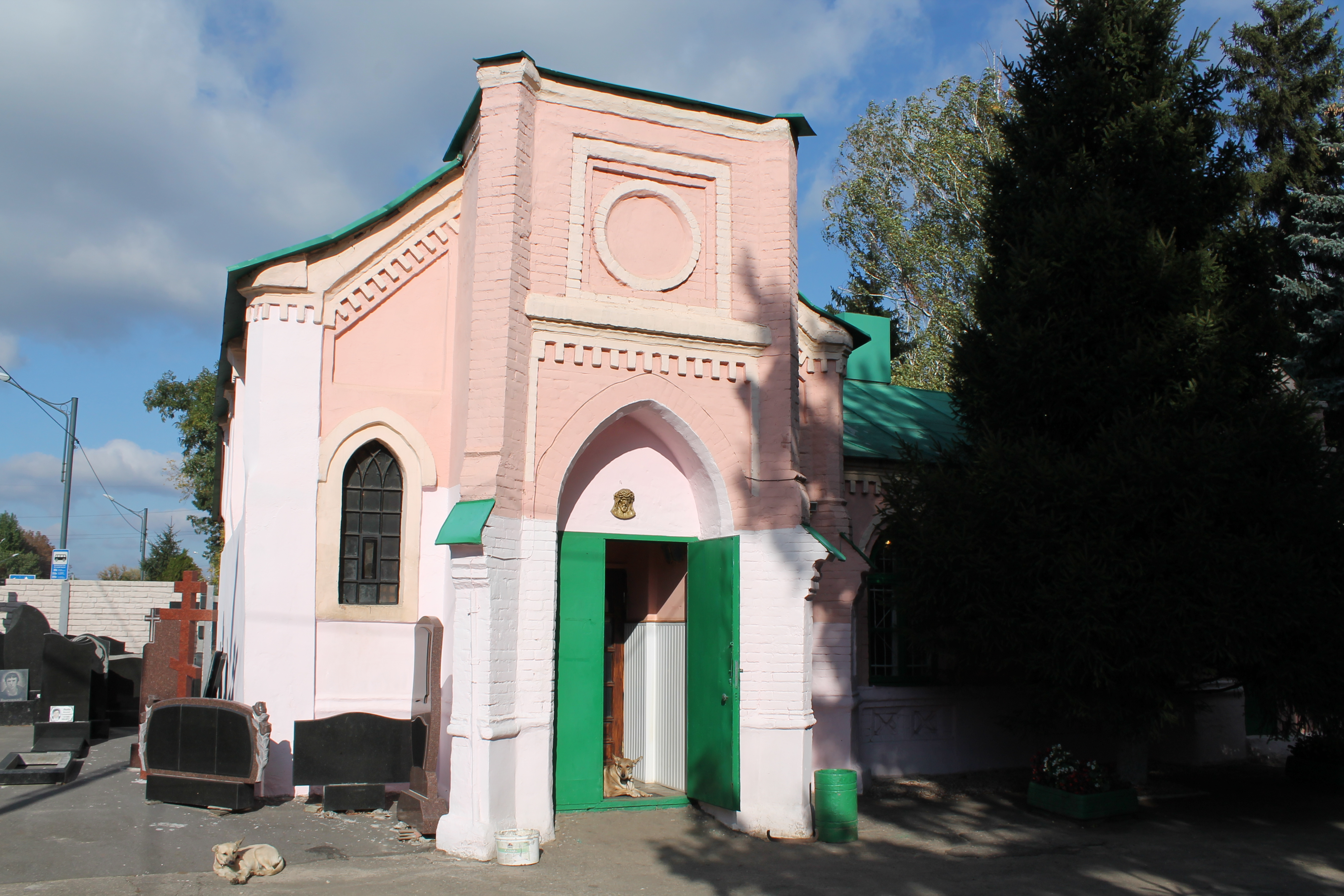
Лютеранська каплиця (нині контора), пам'ятка архітектури 1880-х років

Перші поховання на території некрополя здійснювала лютеранська громада Харкова. На північно-східній околиці міста від початку ХІХ століття селилися лютеранські та католицькі родини; сучасна вулиця Григорія Сковороди спершу називалася Німецькою. У 1830 році в цій місцевості було споруджено кірху (не збереглася); приблизно тоді ж пастор Йоган Розенштраух домігся дозволу на відкриття на віддаленій частині Німецької вулиці лютеранського кладовища. У 1880-ті роки біля входу до кладовища було споруджено цегляну каплицю (тепер — приміщення контори).
За радянського часу лютеранський некрополь було перетворено на 2-ге міське кладовище. Його стара частина має площу близько 7 га. Після кровопролитних боїв за Харків у ході Другої світової війни було упродовж 1943—1948 років сформовано військовий меморіал з братських і окремих могил воїнів Червоної армії (Воїнська меморіальна дільниця міського кладовища № 2) площею 900 кв. м. Його розташували північніше від старої частини 2-го кладовища, за узвозом Весніна (тепер Журавлівським узвозом). Тут склалася нова частина 2-го кладовища площею близько 10 га, з цехом для виробництва надгробків. Деякі поховання було перенесено на 2-ге кладовище внаслідок ліквідації розташованого на протилежному боці вулиці Григорія Сковороди 1-го кладовища (тепер його місце займає Молодіжний парк) та деяких інших некрополів.
Відтоді на міському кладовищі № 2 (переважно на його північній частині) здійснювалися поховання Героїв Радянського Союзу, Героїв Соціалістичної Праці, очільників області й міста, керівників значних підприємств, старих більшовиків, видатних діячів науки, техніки, культури і мистецтва. Чимало надгробків являють собою виразні твори меморіальної пластики, виконані професійними митцями.
Нині кладовище закрите для поховань, ділянки під могили надаються лише у виняткових випадках. Утримувачем кладовища є комунальне підприємство «Ритуал» Харківської міської ради.
Лютерано-католицьке кладовище було переважно знесене у радянські часи, старих могил майже не залишилося. Серед найстаріших — надгробок Григорія Квітки-Основ'яненка, перенесений з Холодногірського цвинтаря (нині стадіон) (1843), Гіршмана Леонарда Леопольдовича (1921), Трінклера Миколи Петровича (1925) та Бокаріуса Миколи Сергійовича (1931).

## Поховання
На території старої та нової частин цвинтаря загалом поховані:
- Квітка-Основ'яненко Григорій Федорович

### Державні, політичні та громадські діячі
- Алтунян Генріх Ованесович
- Власенко Георгій Юхимович
- Івашко Володимир Антонович
- Кернес Геннадій Адольфович
- Кушнарьов Євген Петрович
- Масельський Олександр Степанович
- Отамановський Валентин Дмитрович

### Військові діячі Радянського Союзу
- Бажанов Юрій Павлович, маршал артилерії
- Бастєєв Іван Васильович, генерал-майор, Герой Радянського Союзу
- Заікін Митрофан Мойсейович, генерал-майор, Герой Радянського Союзу
- Коршунов Павло Іванович, генерал-майор, Герой Соціалістичної Праці
- Світенко Микола Іванович, генерал-майор, Герой Радянського Союзу
- Снєгуров Аркадій Іванович, генерал-майор
- Труфанов Микола Іванович, генерал-полковник
- Штанько Степан Федотович, генерал-лейтенант, Герой Радянського Союзу
- Щелаковський Олексій Варфоломійович, генерал-лейтенант

### Військові України
- Черних Владислава Валентинівна

### Діячі науки і техніки
- Атрощенко Василь Іванович, академік АН УРСР, Герой Соціалістичної Праці
- Барабашов Микола Павлович, академік АН УРСР, Герой Соціалістичної Праці
- Бокаріус Микола Сергійович
- Боровик Євген Станіславович, член-кореспондент АН УРСР
- Буланкін Іван Миколайович, академік АН УРСР
- Брауде Семен Якович
- Вальтер Антон Карлович, академік АН УРСР
- Валяшко Микола Овксентійович
- Вєркін Борис Ієремійович, академік АН УРСР
- Гіршман Леонард Леопольдович
- Гладенко Іван Микитович, академік ВАСГНІЛ
- Гризодубов Степан Васильович
- Зайцев Володимир Терентійович, академік НАМН України
- Іванов Віктор Євгенович, академік АН УРСР
- Ізмайлов Микола Аркадійович, член-кореспондент АН УРСР
- Канер Емануїл Айзикович, член-кореспондент АН УРСР
- Карпухін Петро Прохорович, член-кореспондент АН УРСР
- Коваль Іван Андрійович, Герой Соціалістичної Праці
- Конопльов Борис Михайлович
- Кулєшов Микола Миколайович, академік АН УРСР
- Лазарєв Борис Георгійович, академік НАН України
- Личагін Микола Семенович, Герой Соціалістичної Праці
- Мала Любов Трохимівна, академік НАН України, Герой Соціалістичної Праці, Герой України
- Маслов Василь Пилипович, член-кореспондент АН УРСР
- Махонін Сергій Несторович, генерал-лейтенант-інженер
- Меркулов Іван Йосипович, член-кореспондент АМН СРСР
- Морозов Олександр Олександрович, генерал-майор-інженер, двічі Герой Соціалістичної Праці
- Нагорний Олександр Васильович, член-кореспондент АН УРСР
- Німан Йосип Григорович
- Новаченко Микола Петрович, член-кореспондент АМН СРСР
- Підгорний Анатолій Миколайович, академік НАН України
- Поляков Ілля Михайлович, член-кореспондент АН УРСР
- Проскура Георгій Федорович, академік АН УРСР
- Саблєв Павло Юхимович, Герой Соціалістичної Праці
- Свиридов Валентин Вікторович
- Семко Михайло Федорович, Герой Соціалістичної Праці
- Сергєєв Володимир Григорович, академік НАН України, двічі Герой Соціалістичної Праці
- Сєріков Іван Олександрович, Герой Соціалістичної Праці
- Синельников Кирило Дмитрович, академік АН УРСР
- Ситенко Михайло Іванович, член-кореспондент АН УРСР
- Слуцкін Абрам Олександрович, академік АН УРСР
- Соколовський Олександр Никанорович, академік АН УРСР
- Сташис Володимир Володимирович, Герой України
- Страхов Тимофій Данилович, член-кореспондент АН УРСР
- Стрелецький Петро Степанович, Герой Соціалістичної Праці
- Стрєлков Ілля Іванович, член-кореспондент АН УРСР
- Трінклер Микола Петрович
- Уразовський Сергій Степанович, член-кореспондент АН УРСР
- Утевський Арон Михайлович, член-кореспондент АН УРСР
- Філіппов Анатолій Петрович, академік АН УРСР
- Хоткевич Володимир Гнатович, член-кореспондент АН УРСР
- Шестопалов Віктор Петрович, академік НАН України
- Якунін Олексій Іванович, Герой Соціалістичної Праці

### Літератори
- Багмут Іван Адріанович
- Гордієнко Костянтин Олексійович
- Котляров Борис Іванович
- Муратов Ігор Леонтійович
- Сумний Семен Макарович
- Чичибабін Борис Олексійович
- Шовкопляс Юрій Юрійович
- Юхвід Леонід Аронович

### Актори, режисери
- Антонович Данило Сидорович, народний артист СРСР
- Бондаренко Євген Васильович, народний артист СРСР
- Бронзов Іван Лаврентійович, народний артист УРСР
- Варецька Валентина Федорівна, заслужена артистка УРСР
- Волін Олексій Михайлович, народний артист УРСР
- Воронович Олександра Петрівна, народна артистка СРСР
- Дубовик Леонтій Федорович, народний артист УРСР
- Зіскінд Євген Мойсейович
- Козаченко Григорій Якович, народний артист УРСР
- Кононенко Митрофан Тадейович, народний артист УРСР
- Крамов Олександр Григорович, народний артист СРСР
- Криницька Лідія Антонівна, народна артистка УРСР
- Левицька Анастасія Зіновіївна, народна артистка УРСР
- Любич Іван Сергійович, народний артист УРСР
- Манойло Микола Федорович, народний артист СРСР
- Мар'яненко Іван Олександрович, народний артист СРСР
- Попеску Теодор Костянтинович, народний артист УРСР
- Сердюк Олександр Іванович, народний артист СРСР
- Тамарова Ніна Василівна, народна артистка УРСР
- Терещенко Марко Степанович, заслужений артист УРСР
- Червонюк Євген Іванович, народний артист СРСР

### Художники, архітектори
- Єрмилов Василь Дмитрович
- Кокель Олексій Опанасович
- Лінецький Олександр Васильович
- Прохоров Семен Маркович
- Шульга Іван Миколайович

### Композитори, музиканти
- Гайдамака Петро Данилович, народний артист УРСР
- Кармінський Марк Веніамінович
- Лебединець Антон Дмитрович
- Нахабін Володимир Миколайович

### Герої Радянського Союзу (крім згаданих вище)
- Алфімов Дмитро Борисович
- Андрейко Микола Матвійович
- Ахсаров Енвер Бімболатович
- Барабанов Олександр Кузьмич
- Батов Володимир Васильович
- Батяєв Василь Сергійович
- Безверхий Олексій Гнатович
- Безуглий Володимир Андрійович
- Беликов Олег Степанович
- Берестовський  Борис Іванович
- Бублій Павло Семенович
- Булаєнко Іван Савелійович
- Бурак Олександр Кіндратович
- Василевський Петро Лук'янович
- Воронько Олександр Григорович
- Гапон Григорій Євдокимович
- Готліб Емануїл Давидович
- Данилов Олексій Степанович
- Деменков Сергій Васильович
- Денчик Микола Федорович
- Діденко Данило Григорович
- Добродецький Анатолій Васильович
- Зайцев Василь Іванович
- Зарубін Іван Петрович
- Зибін Іван Федорович
- Ісаєв Василь Васильович
- Канський Всеволод Єлисейович
- Кирманович Володимир Миколайович
- Ксинкін Олексій Миколайович
- Курячий Костянтин Миколайович
- Кутинцев Микола Михайлович
- Лаврик Іван Іванович
- Литвинов Василь Михайлович
- Майстренко Володимир Микитович
- Манкевич Віктор Михайлович
- Манукян Акоп Балабекович
- Мац Григорій Зельманович
- Мільнер Рафіїл Ісайович
- Назаров Олександр Максимович
- Найдьонов Микола Олексійович
- Нефьодов Анатолій Іванович
- Ніколенко Павло Федорович
- Огнєв Павло Єгорович
- Остащенко Сергій Михайлович
- Павловський Анатолій Михайлович
- Павловський Рафаїл Семенович
- Панкратов Сергій Степанович
- Панченко Іван Никифорович
- Піддубний Олексій Павлович
- Плющ Олександр Васильович
- Полянський Степан Іванович
- Свірчевський Володимир Степанович
- Свічкарьов Олександр Іванович
- Сдобнов Микола Андрійович
- Семеняко Павло Іванович
- Сипало Іван Миронович
- Ситников Василь Єгорович
- Сичов Олександр Іванович
- Смільський Михайло Іванович
- Соболєв Микола Олексійович
- Танкопій Іван Олексійович
- Тихонов Михайло Іванович
- Тюнін Федір Михайлович
- Улановський Микола Сергійович
- Ушаков Дмитро Андрійович
- Фещенко Петро Васильович
- Флейшман Олексій Дементійович
- Хазар'ян Семен Аркадійович
- Цупренков Степан Григорович
- Чепур Микита Дмитрович
- Чинков Анатолій Федорович
- Шелест Денис Андрійович
- Шестернин Борис Ілліч
- Щербак Олександр Васильович
- Яровий Федір Карпович

### Герої Соціалістичної Праці (крім згаданих вище)
- Бондаренко Михайло Леонтійович
- Даниленко Костянтин Іванович
- Двохіменний Дмитро Павлович
- Дрокін Василь Дмитрович
- Кутєпов Микола Петрович
- Палеха Олександр Павлович
- Фельберт Федір Васильович

### Герої України (крім згаданих вище)
- Бугаєць Анатолій Олександрович

## Об'єкти культурної спадщини
Значна кількість поховань міського кладовища № 2 перебуває під охороною держави як пам'ятки історії. Зокрема, надгробок Григорія Квітки-Основ'яненка є пам'яткою національного значення; на кладовищі налічуються 188 індивідуальних та 7 комплексних чи братських поховань у статусі пам'яток місцевого значення (за станом на липень 2017 р.), визначено низку щойно виявлених пам'яток. Будинок колишньої лютеранської каплиці вважається пам'яткою архітектури місцевого значення.

## Світлини

Схема старої частини цвинтаря
Схема нової частини цвинтаря
Стела з пам'ятним написом на новій частині цвинтаря
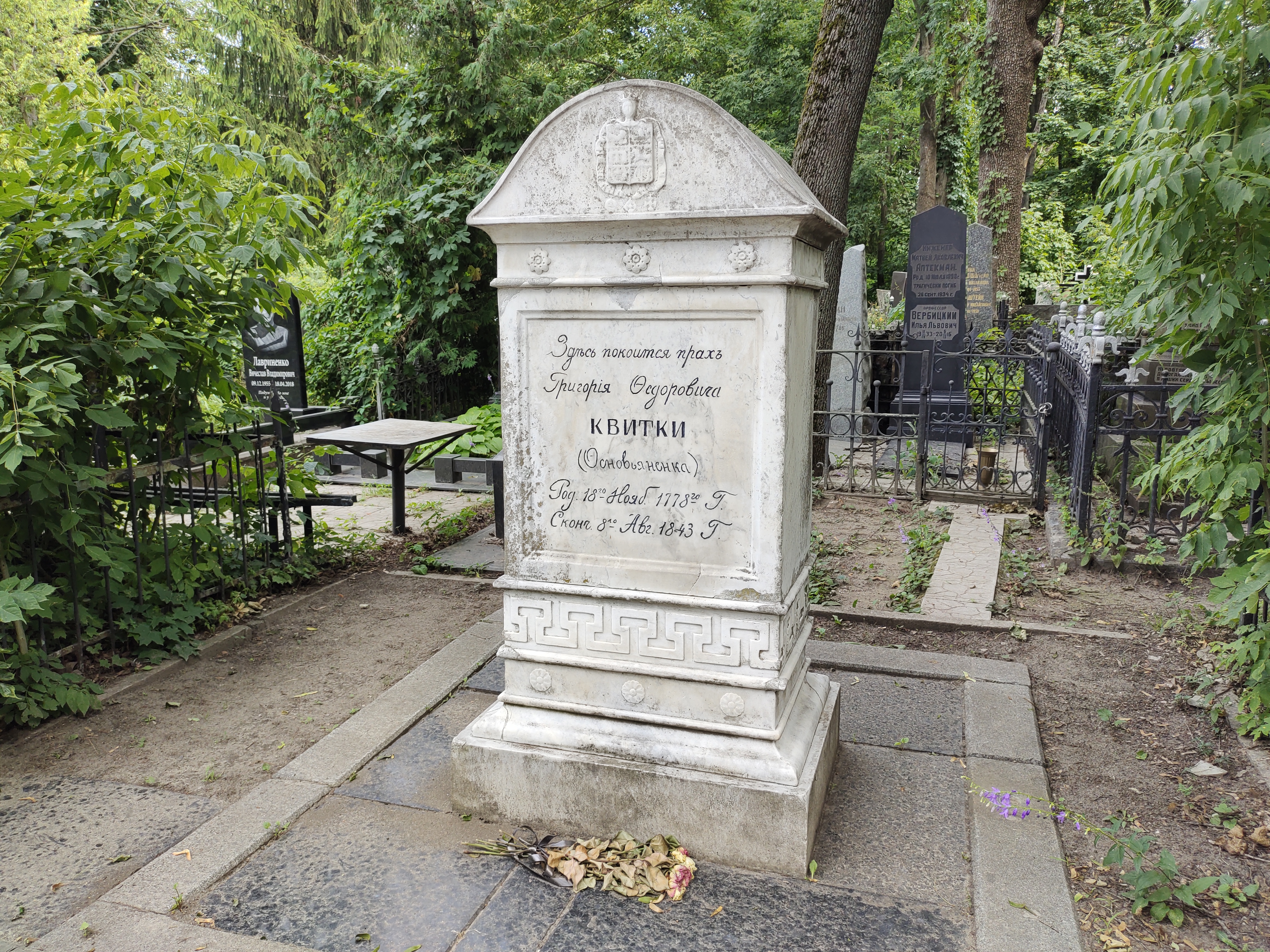
Надгробок Г. Квітки-Основ'яненка
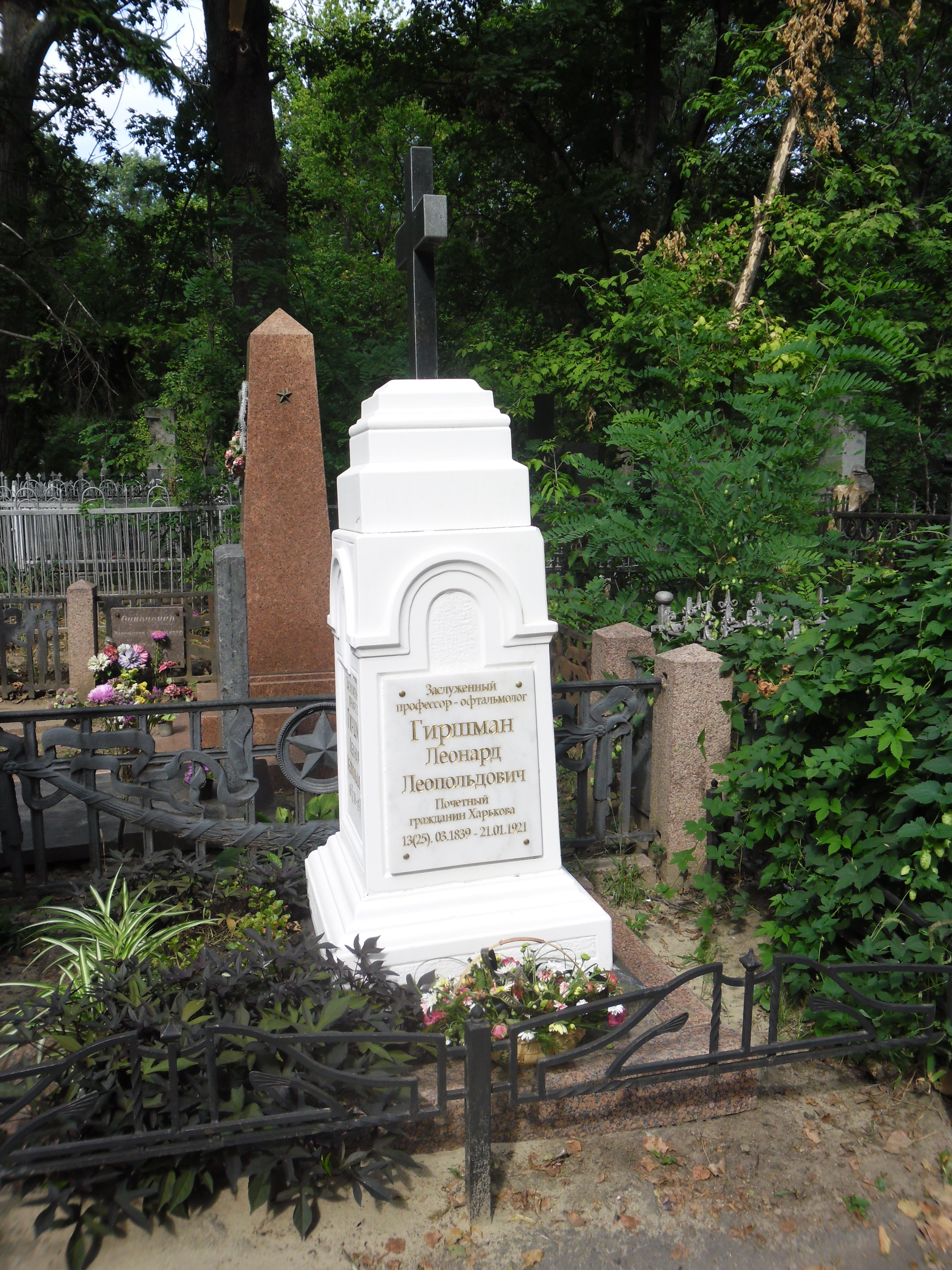
Надгробок Л. Гіршмана
Надгробок І. Мар'яненка
Надгробок Б. Чичибабіна
Надгробок В. Івашка
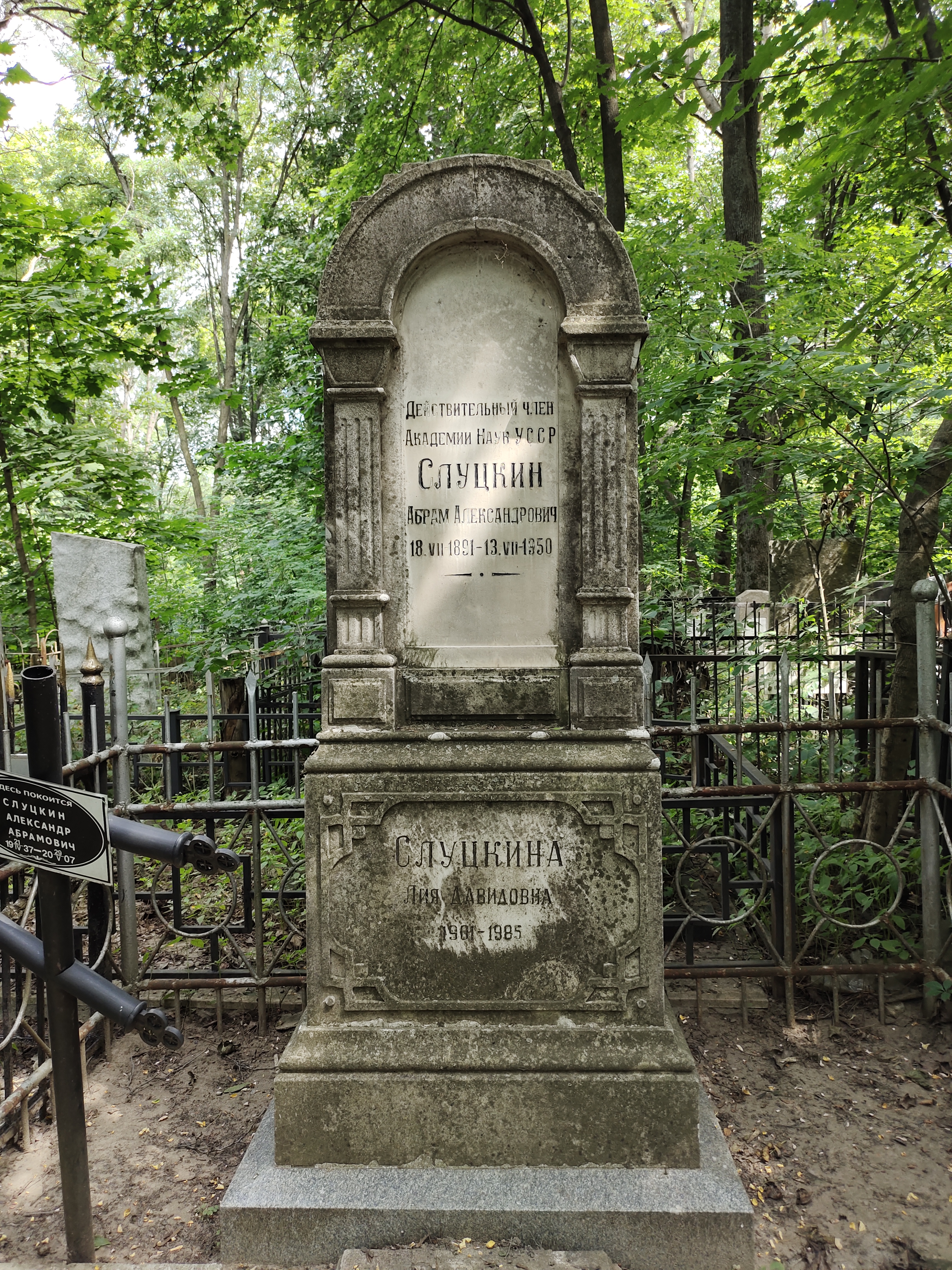
Могила А. Слуцкіна
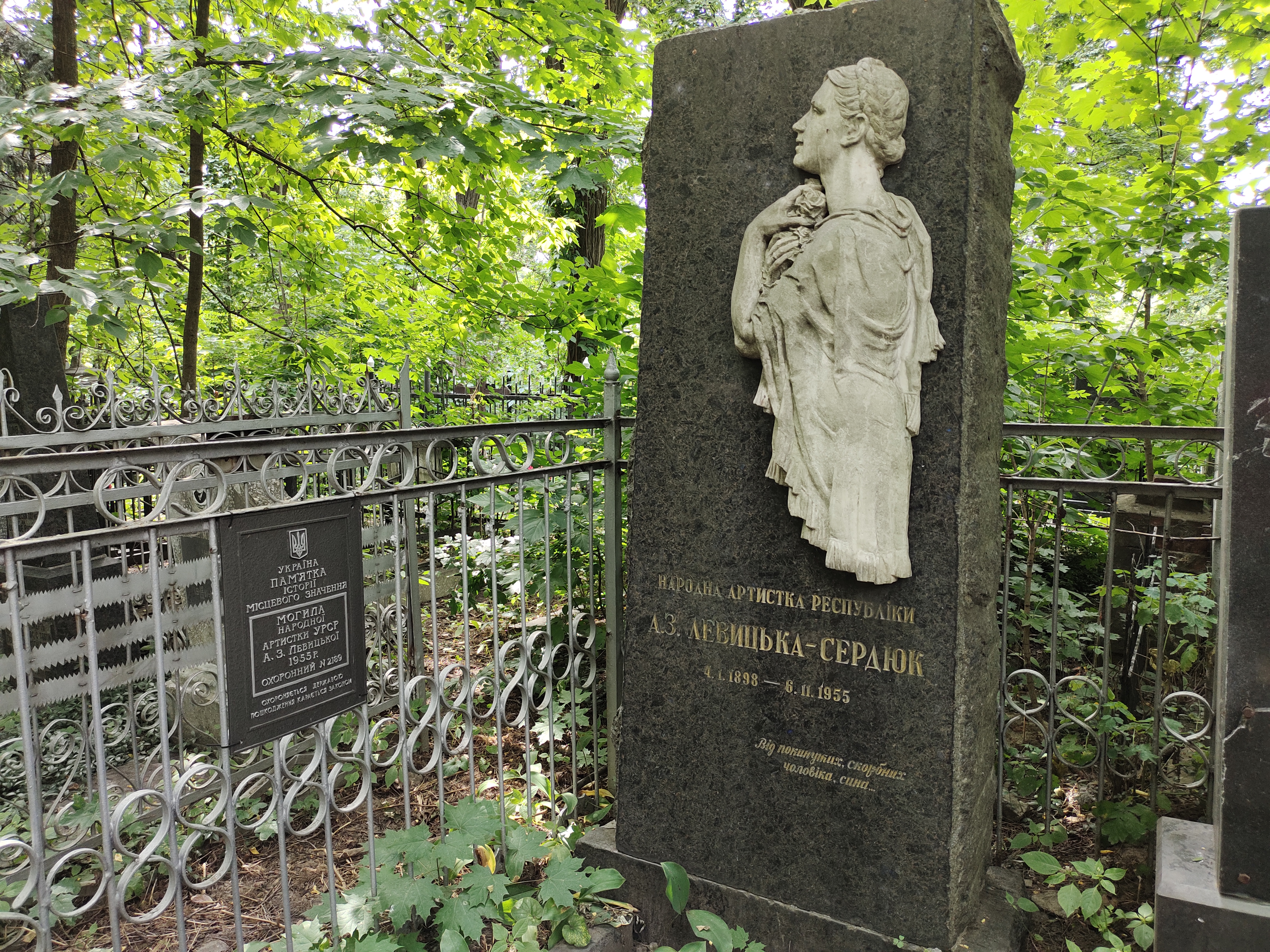
Могила А. Левицької
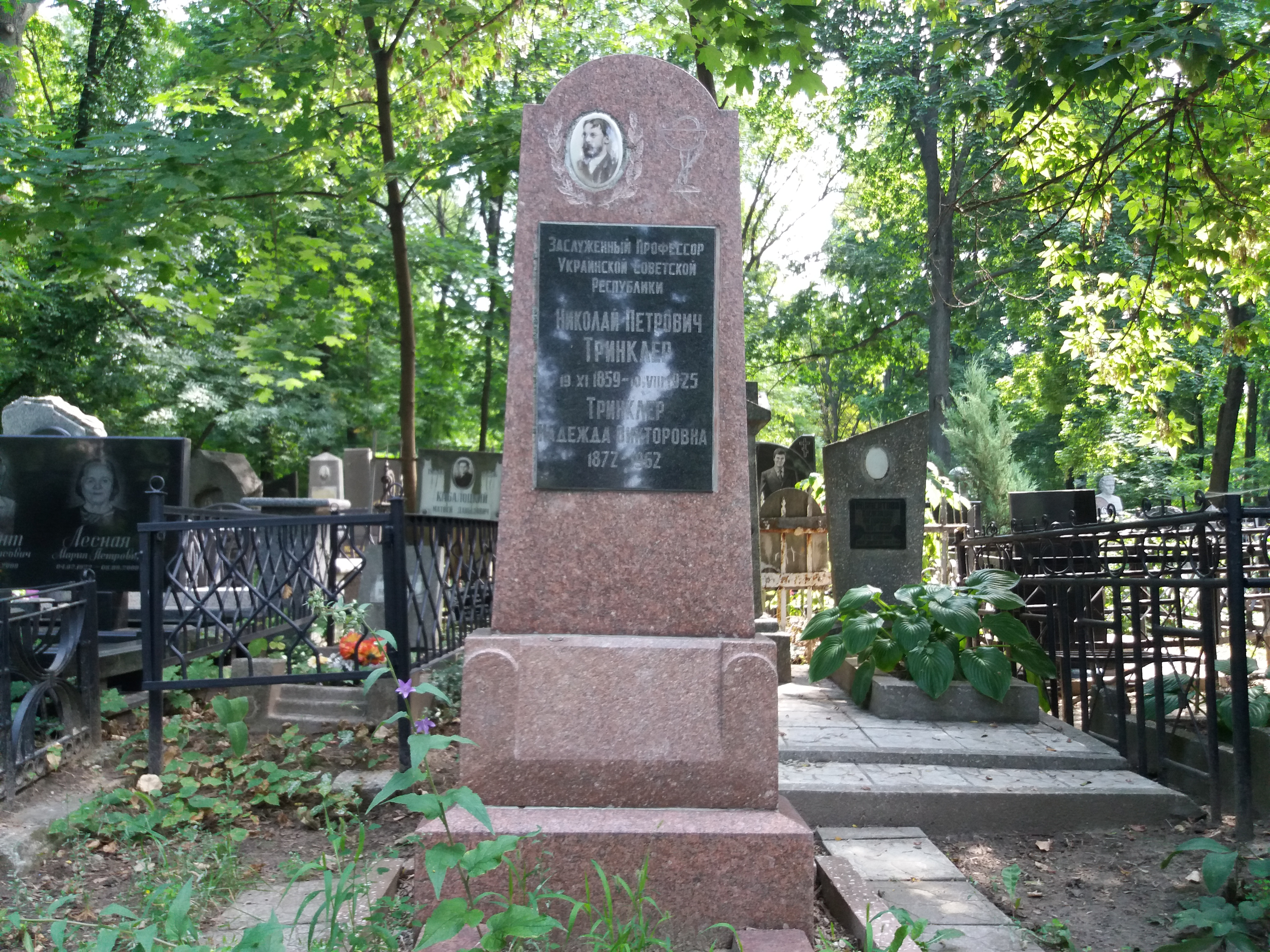
Могила М. Трінклера
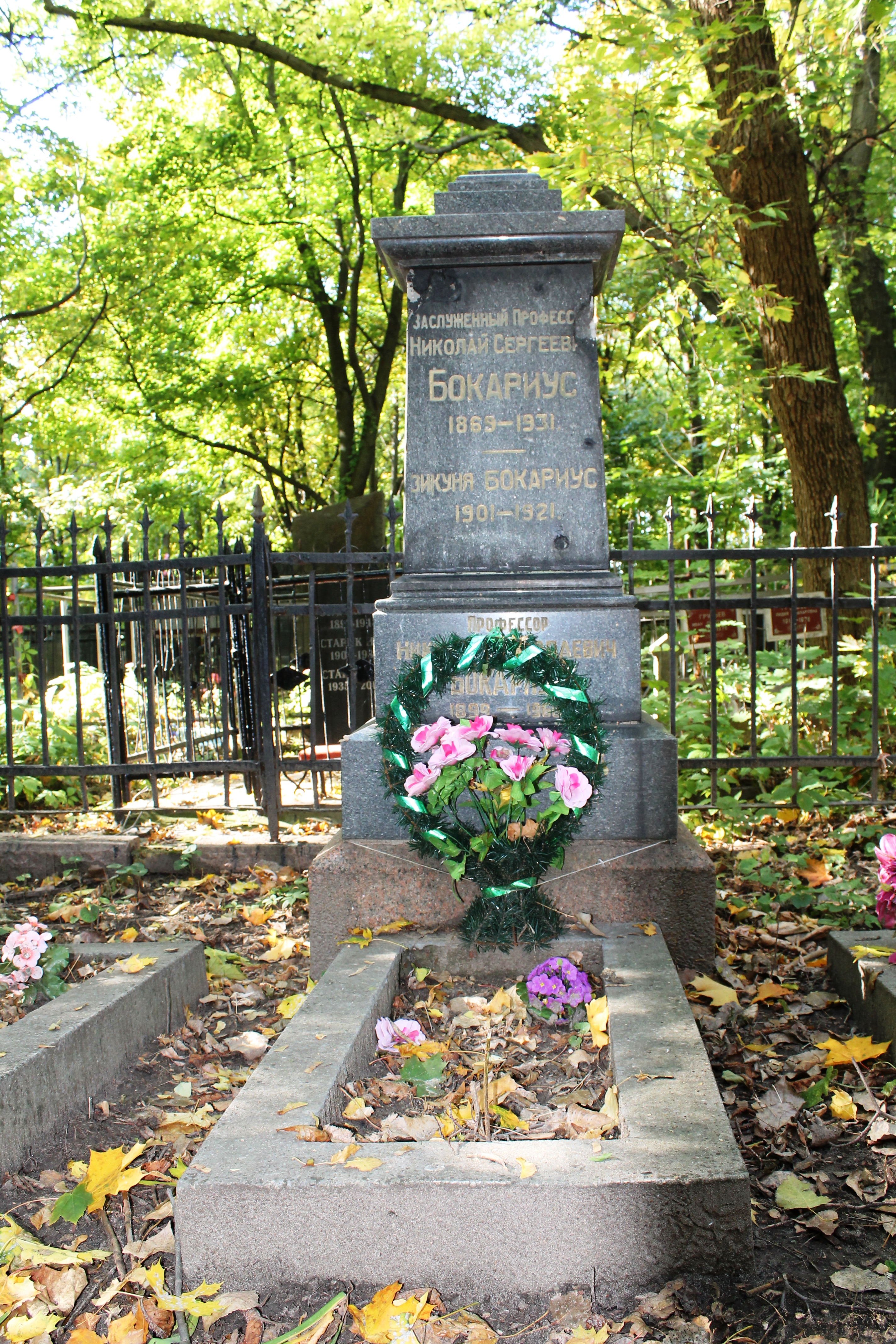
Могила М. Бокаріуса